# Ilex spinulosa
Ilex spinulosa är en järneksväxtart som beskrevs av José Cuatrecasas. Ilex spinulosa ingår i släktet järnekar, och familjen järneksväxter. Inga underarter finns listade i Catalogue of Life.